# Rathaus (Feuchtwangen)

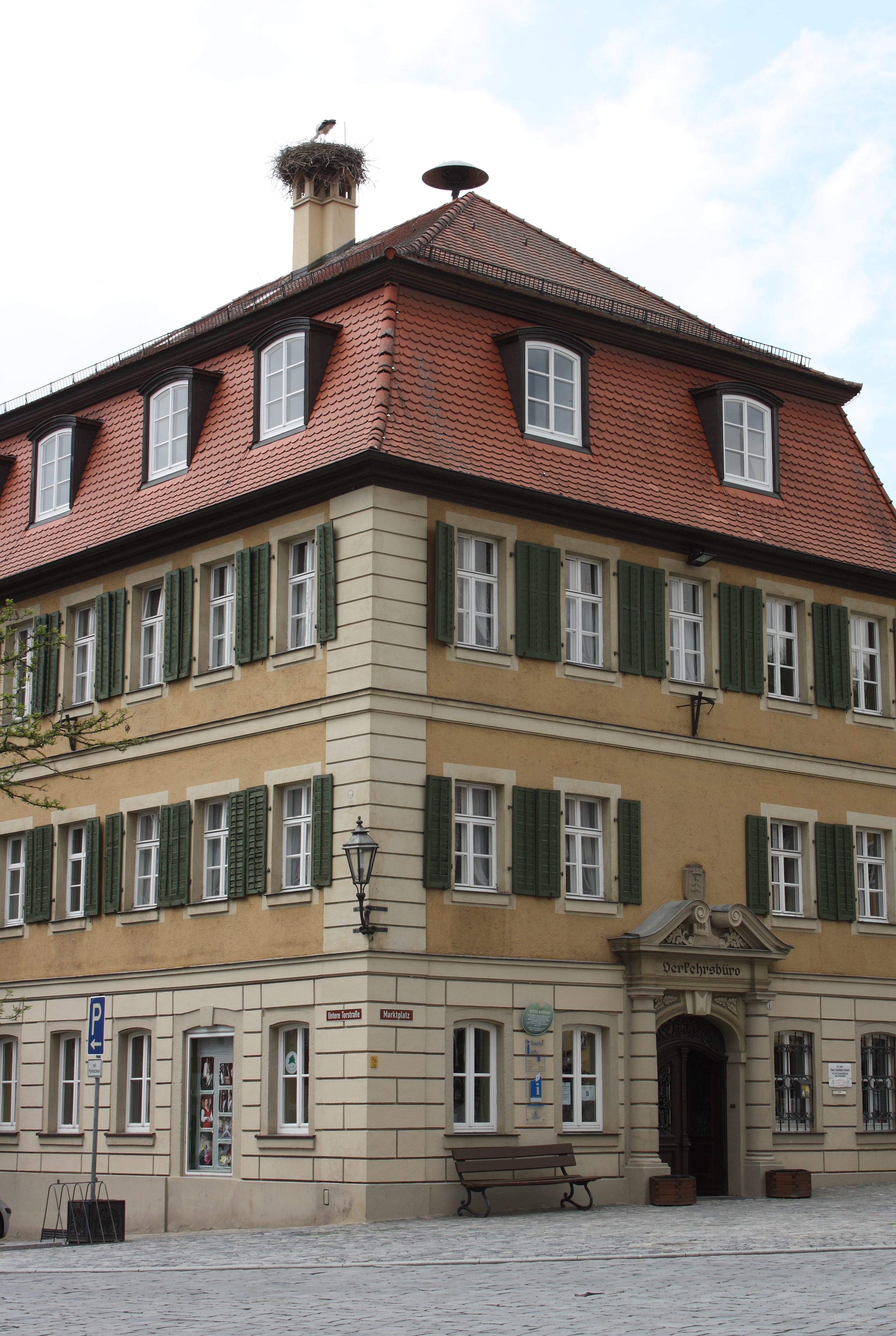
Rathaus in Feuchtwangen

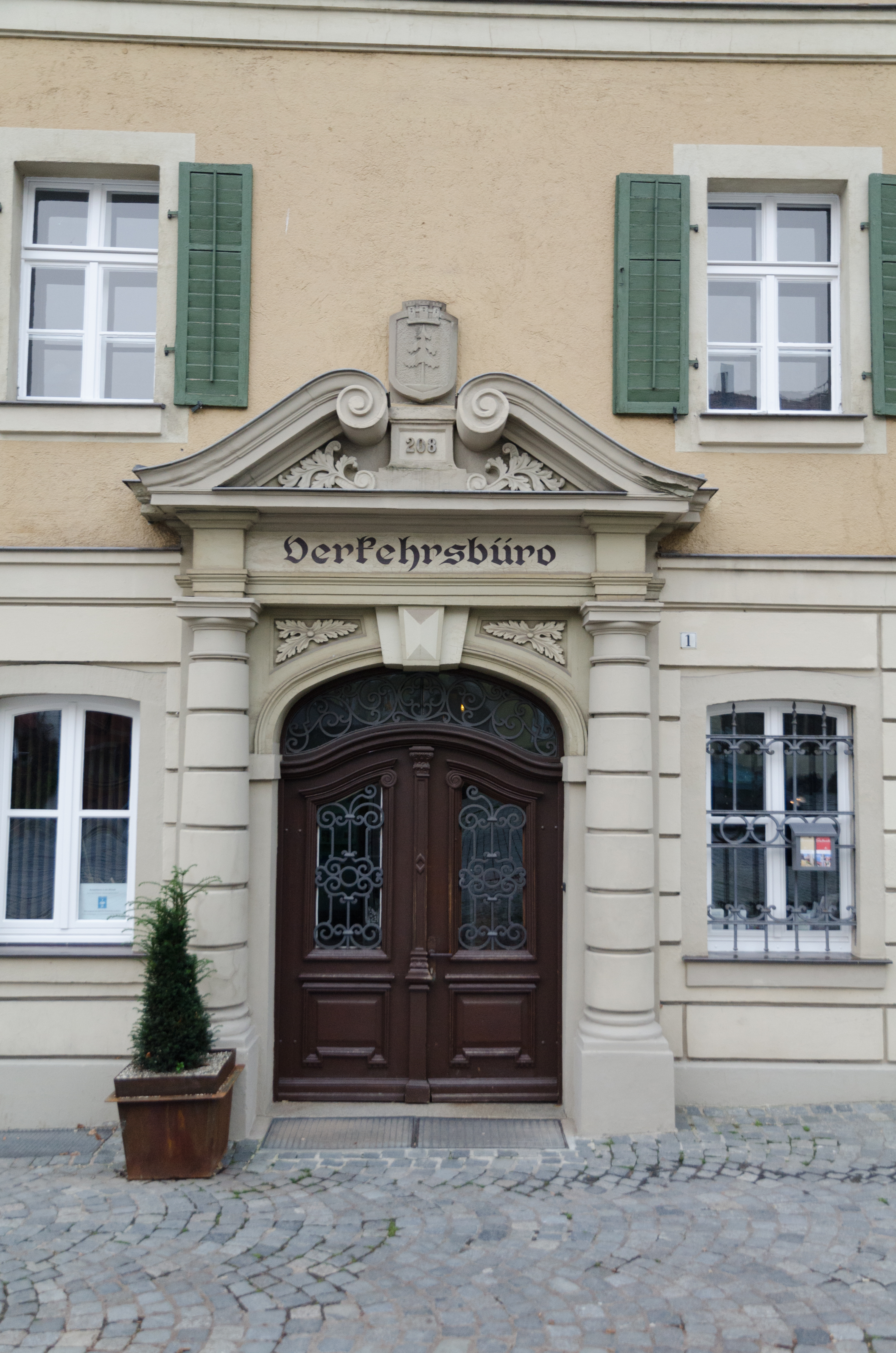
Portal

Das Rathaus in Feuchtwangen, einer Stadt im mittelfränkischen Landkreis Ansbach in Bayern, wurde ursprünglich 1520 errichtet und 1817 umgebaut. Das alte Rathaus am Marktplatz 1 ist ein geschütztes Baudenkmal.
Das dreigeschossige Gebäude mit Mansardwalmdach befindet sich in Ecklage. Das Sockelgeschoss und die Ecklisenen sind rustiziert. Die Fassade wurde 1902 verändert. Das Portal wird von zwei Säulen flankiert und von einem gesprengten Schweifgiebel bekrönt.
In dem Gebäude ist unter anderem die Tourist-Information untergebracht. Das zweite Obergeschoss ist seit 2013 ein Begegnungszentrum; zusammen mit einem ehrenamtlichen Team betreibt die Stadt einen Treffpunkt für Jung und Alt, eine Anlaufstelle für Menschen aller Nationalitäten. Das neue Rathaus ist im Gebäude Kirchplatz 2 untergebracht.